# Phil Tippett

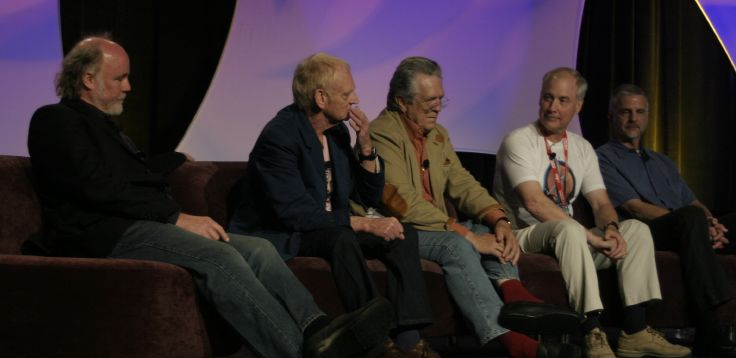
Phil Tippett (primeiro da esquerda para a direita)

Phil Tippett (Berkeley, 27 de setembro de 1951) é um especialista em efeitos visuais estadunidense. Venceu o Oscar de melhores efeitos visuais em duas ocasiões: por Star Wars: Return of the Jedi e Jurassic Park.